# Assemblée d'états
Ne doit pas être confondu avec Assemblée d'État ou Assemblée des États.
Les assemblées d'états ou états sont une institution caractéristique de la société d'ordres de l'Ancien Régime.
Face aux prétentions des monarchies en voie de consolidation, la noblesse, le clergé et les communes urbaines se constituèrent en corps distincts ayant une représentation commune.
Les états étaient convoqués par le souverain et chaque ordre siégeait séparément. Ils remplissaient une double fonction : ils influaient, par leurs « aides et conseils », sur la politique du pays (approbation et administration des impôts, législation, sauvegarde du droit, organisation judiciaire, etc.) tout en défendant leurs droits, autogènes ou acquis, contre les empiétements du pouvoir central.
Les états ont connu leur apogée aux XVe et XVIe siècles avant de perdre de leur importance sous l'absolutisme.

## France
La France a connu trois niveaux d'assemblée d'états :
- les états généraux, convoqués par le roi de France et composés des représentants de toutes les provinces du royaume ;
- les états provinciaux, réunis dans les provinces du domaine royal et les grands fiefs du royaume à partir du milieu du XIVe siècle ;
- les états de bailliage ou de sénéchaussée, réunis dans le cadre des bailliages et sénéchaussées[1].

## Suisse
En Suisse, les assemblées d'états n'ont existé que dans les principautés, ecclésiastiques ou séculières, principalement :
- dans le Pays de Vaud sous la maison de Savoie à partir de 1361 au plus tard (états de Vaud),
- dans la principauté épiscopale de Lausanne, entre 1478 et 1526,
- dans celle de Bâle, de la seconde moitié du XVIe siècle à 1791,

de même que, de façon plus restreinte, dans le comté puis dans la principauté de Neuchâtel (Audiences générales, supprimées en 1618, et Trois états à partir de 1467).